# Jean-Baptiste Raoux
Jean-Baptiste-Auguste Raoux est un jurisconsulte, né à Ath, le 21 juin 1756, mort à Tournai en 1794.
Frère d'Adrien-Philippe, il alla à l'université de Reims prendre les grades de bachelier, puis de licencié en droit, devint procureur au conseil provincial de Tournai-Tournaisis et fut admis par ce corps, le 21 juin 1791, en qualité d'avocat.
En 1781, il rédige un Mémoire et projet pour empêcher, ou du moins pour diminuer les sources de divisions et de ruine entre les citoyens, qui pourrait s'exécuter par forme d'essai dans la petite province de Tournai- Tournaisis en Flandre, présenté à L. A. R. le 5 septembre 1781,jour de leur passage en cette ville, bien conçu mais mal rédigé.
Le 12 juin 1789,  il sollicita du gouverneur la publication (qui demeure incertaine) d'un Projet de style général et uniforme à suivre dans tous les tribunaux de Tournai. 
Le 26 février 1790, il envoie aux États-Généraux belgiques, un Mémoire sur les causes de la décadence du commerce, sur les moyens de le régénérer, de le favoriser et de l'agrandir aux Pays-Bas
Raoux rédigea de 1786 à 1789 les Annonces, Affiches, Nouvelles et avis divers pour la prorince de Tournai-
Tournaisis, feuille périodique qui paraissait le dimanche et le jeudi.
Un de ses contemporains, Adrien Hoverlant de Beauwelaere, se plaît à reconnaître que « le procureur Raoux avait de l'esprit, du bon sens et quelques connaissances ; il écrivait avec aisance »